# 고비아테리움
고비아테리움(학명: Gobiatherium)은 고생물의 일종으로, 에오세 중기에 번성했던 공각목에 속하는 멸종된 포유류이다. 우인타테리움과는 같은 목에 속한 친척이었다.